# Maja (Glina)
Maja is een plaats in de gemeente Glina in de Kroatische provincie Sisak-Moslavina. De plaats telt 197 inwoners (2001).